# Hovhannes Bedros XVIII Kasparian
Hovhannes Bedros XVIII Kasparian (Armeens: Յովհաննէս Պետրոս ԺԸ Գասպարեան) (Caïro, 20 januari 1927 – Beiroet, 16 januari 2011) was een katholikos-patriarch van de Armeens-Katholieke Kerk.
Hovhannes Kasparian werd op 13 april 1952 tot priester gewijd. Op 6 december 1972 werd hij benoemd tot bisschop van Bagdad. Zijn bisschopswijding vond plaats op 25 februari 1973.
Kasparian werd op 5 augustus 1982 door de synode van de Armeens-katholieke Kerk gekozen tot katholikos-patriarch van Cilicië van de Armeniërs als opvolger van Hemaiag Bedros XVII Ghedighian die met emeritaat was gegaan. Kasparian nam daarop de naam Hovhannes Bedros XVIII aan. Zijn benoeming werd twee dagen later bevestigd door paus Johannes Paulus II. Hovhannes Bedros XVIII werd tevens voorzitter van de synode van de Armeens-katholieke Kerk. 
Op 28 november 1998 ging Hovhannes Bedros XVIII Kasparian met emeritaat.